# Aycan
Aycan ist ein dänisches Elektropop- und Dance-Projekt aus Aalborg.

## Geschichte
Bei der Bandgründung 2004 war Aycan noch ein Trio. Als Casper Østergaard 2006 nach Meinungsverschiedenheiten ausstieg, machten Mette Jensen Veronica und Peter Rank Schrøder, der auch Eigentümer des dänischen Labels 6AM Productions ist, zu zweit weiter.
2006 erschienen die Singles Lambada, eine Coverversion des Kaoma-Hits von 1989, und Seducted. Mit Devil in Disguise hatten die beiden Musiker in ihrem ersten Jahr als Duo einen Hit in Finnland. Der Song erreichte dort im November 2006 Platz 6. Nach Divided im Jahr 2007 wurde es ruhig um die Dänen.

## Diskografie
Alben
- 2010: Devotion
- 2012: Dreamchaser

Singles
- 2006: Lambada
- 2006: Seduced / Lambada
- 2006: Devil in Disguise
- 2007: Divided
- 2011: Lambada 2k10 (The Mobb vs. Aycan)
- 2011: Easy Come Easy Go
- 2012: Frantic